# Бюэ, Бендик
Бендик Бюэ (норв. Bendik Bye; род. 9 марта 1990, Byafossen, Нур-Трёнделаг) — норвежский футболист, играющий на позиции нападающего. С 2023 года выступает за норвежский клуб «Ранхейм».

## Клубная карьера
Бендик Бюэ начинал свою карьеру футболиста в 2007 году в клубе «Стейнхьер», играя за него в норвежских низших лигах. С начала 2011 года он представлял команду «Ранхейм», с которым в 2013 году вышел в Первый дивизион. С начала 2015 года Бюэ выступал за другой клуб Первого дивизиона «Левангер».
В январе 2017 года нападающий перешёл в клуб Элитсерии «Согндал». 2 апреля того же года он дебютировал на высшем уровне, выйдя в основном составе в гостевом матче с командой «Сарпсборг 08». Спустя три дня Бюэ забил свой первый гол в рамках Элитсерии, отметившись в домашнем поединке против «Стабека». Спустя девять минут после этого он оформил дубль. С февраля 2018 года форвард представляет клуб «Кристиансунн».